# Ичкеринский округ
Ичкеринский округ — административно-территориальная единица Терской области Российской империи, существовавшая в 1860—1870 годах, на территории исторической области Ичкерия.

## Географическое положение
Располагался в восточной части Северного Кавказа в районе бассейна рек Хулхулау, Аксая и Ярыксу, охватывал территорию современной юго-восточной части Чечни.

Карта Терской области.

Границы: на севере по Лесистому хребту с Чеченским округом, на юге с Дагестанской областью, на юго-западе с Аргунским округом, на востоке с Нагорным округом.

## История
Образован в 1860 году. В 1860 году вся территория Северного Кавказа была поделена на Ставропольскую губернию, Кубанскую, Терскую и Дагестанскую области. Терская область состояла из 8 округов: Кабардинского, Осетинского, Ингушского, Аргунского, Чеченского, Ичкеринского, Нагорного и Кумыкского.
Административным центром Ичкеринского округа был аул Ведено. С 1870 года Ичкеринский округ стал называться Веденским округом, по названию центра Ичкерии аула Ведено. Хотя название Ичкеринский округ в некоторых источниках продолжало упоминаться как второе название Веденского, параллельно с ним.
В 1888 году Веденский (Ичкеринский) округ вместе с Аргунским и Чеченским округами был объединен в один Грозненский округ.

## Население
Основное население Ичкеринского округа составляли ичкерийские чеченцы — нохчмахкахойцы.

## Административное деление
В административном отношении изначально в 1862 году округ делился на 2 наибства (участка).
- Веденское — центр укр. Ведено. Население на 1868 год — 8105 человек[4].
- Даргинское — центр с. Гордали. Население на 1868 год — 6794 человек .